# عيساني محند السعيد
عيساني محند السعيد (بالفرنسية: Aissani Mohand said)‏، شهيد في حرب الجزائر، كان سكرتير الولاية التاريخية الثالثة من المثقفين المقربين من العقيد عميروش، القي عليه القبض بعد مقتل عميروش و سي الحواس في معركة جبل ثامر ببوسعادة يومي 28 مارس 1959. نُقل إلى الجزائر العاصمة، وأعدم دون محاكمة بعد الاستنطاق رمي من هليكوبتر.

## سيرة
ابن البشير الوغليسي من قرية الفلاي (بجاية) كان طالبا في كلية الجزائر عند البوفسور موندوز و كان يحضر لنيل شهادة في الحقوق ثم التحق في صفوف اخوانه في الولاية الثالثة.

## وصلات خارجية
- ON NE T’OUBLIERA JAMAIS MOHAND SAID